# غانا (لوح شوكولاتة)

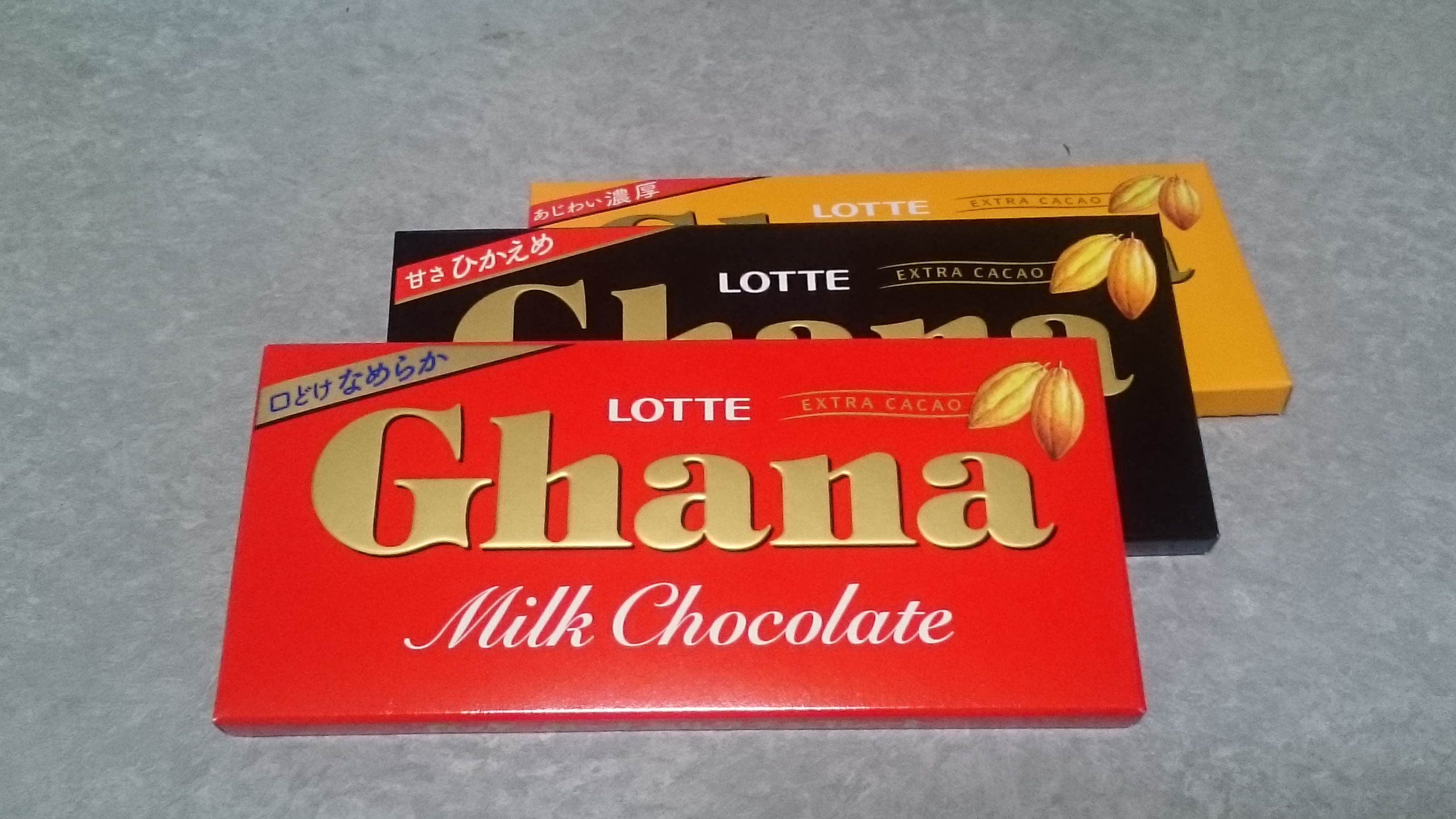
صورة للعديد من أنواع شوكولاتة غانا

غانا (كاتاكانا :ガーナ، (هانغل: 가나)) هي علامة تجارية للشوكولاتة تصنعها شركة لوت كونفيكشينيري الكورية منذ عام 1964  سميت بهذا الإسم تكريما لدولة غانا (دولة تقع في غرب أفريقيا)، وهي تعد واحدة من أكبر مصدري حبوب الكاكاو في العالم التي تصنع منها الشوكولاتة.
تصنع شوكولاتة غانا اليابانية بواسطة شركة لوت في اليابان وعلى عكس شوكولاتة غانا الكورية ،  تستخدم زبدة الكاكاو لصنع الشوكولاتة هذه بإستخدام طريقة microglind.

## بعض الأصناف
- شوكولاتة غانا بالكاكاو والحليب
- غانا السوداء الممتازة
- غانا السوداء
- غانا توبو

## روابط خارجية
جولدن تري شوكولا ، غانا - الصفحة الرسمية